# Otocepheus reniformis
Otocepheus reniformis är en kvalsterart som beskrevs av Sandór Mahunka 2000. Otocepheus reniformis ingår i släktet Otocepheus och familjen Otocepheidae. Inga underarter finns listade i Catalogue of Life.